# Arrah
Arrah là một thành phố và khu đô thị của quận Bhojpur thuộc bang Bihar, Ấn Độ.

## Nhân khẩu
Theo điều tra dân số năm 2001 của Ấn Độ, Arrah có dân số 203.395 người. Phái nam chiếm 54% tổng số dân và phái nữ chiếm 46%. Arrah có tỷ lệ 67% biết đọc biết viết, cao hơn tỷ lệ trung bình toàn quốc là 59,5%: tỷ lệ cho phái nam là 74%, và tỷ lệ cho phái nữ là 58%. Tại Arrah, 15% dân số nhỏ hơn 6 tuổi.